# Мэннинг, Дэнни
Дэниел Рикардо «Дэнни» Мэннинг (англ. Daniel Ricardo "Danny" Manning; родился 17 мая 1966 года, Хаттисберг, Миссисипи, США) — американский профессиональный баскетболист НБА и тренер, который выступал за команды «Лос-Анджелес Клипперс», «Атланта Хокс», «Финикс Санз», «Милуоки Бакс», «Юта Джаз», «Даллас Маверикс» и «Детройт Пистонс». В 1988 году с командой «Канзас Джейхокс» стал чемпионом NCAA, ассистентом главного тренера которой был его отец Эд Мэннинг, а в 2008 году выиграл с этой же командой чемпионат уже в качестве помощника Билла Селфа. В настоящее время является ассистентом главного тренера баскетбольной команды Мэрилендского университета в Колледж-Парке Марка Тарджона.
Игровое амплуа — тяжёлый форвард, мог сыграть и центрового. Рост — 208 см, вес — 104 кг. За карьеру в НБА набрал 12,367 очков (в среднем 14,0 за игру), сделал 2,063 передачи (в среднем 2,3 за игру) и 1000 перехватов (1,1 за игру). Отличался мягким и точным броском. Стать суперзвездой НБА Мэннингу помешали хронические травмы колена.

## Семья
Эд Мэннинг (1944—2011), отец Дэнни, также был баскетболистом НБА, сыгравшим в лиге более 600 матчей. В свою очередь сын Дэнни Мэннинга, Эван принял приглашение выступать за баскетбольную команду Канзаса в сезоне 2012-13, а его дочь Тэйлор выступает за волейбольную команду Канзаса.

## Университет
В 1988 году Мэннинг привёл Канзас к победе в чемпионате NCAA, получив несколько индивидуальных призов, в том числе став самым полезным игроком финала. Команда Канзаса под руководством тренера Ларри Брауна вошла в историю NCAA «Дэнни и чудеса». Мэннинг занимает 8-е место по набранным очкам в чемпионатах NCAA.
Также Мэннинг косвенно причастен к появлению Dream Team: принято считать, что одним из поводов к её созданию стало поражение сборной США в финале Панамериканских игр 1987 года в Индианаполисе, когда лучших американских студентов (вместе с Мэннингом в сборной играл «Адмирал» Робинсон) обыграл фактически один бразильский баскетболист — Оскар Шмидт. Американцы по ходу матча вели 68:54, но проиграли с разницей в 5 очков.

## Олимпиада-1988

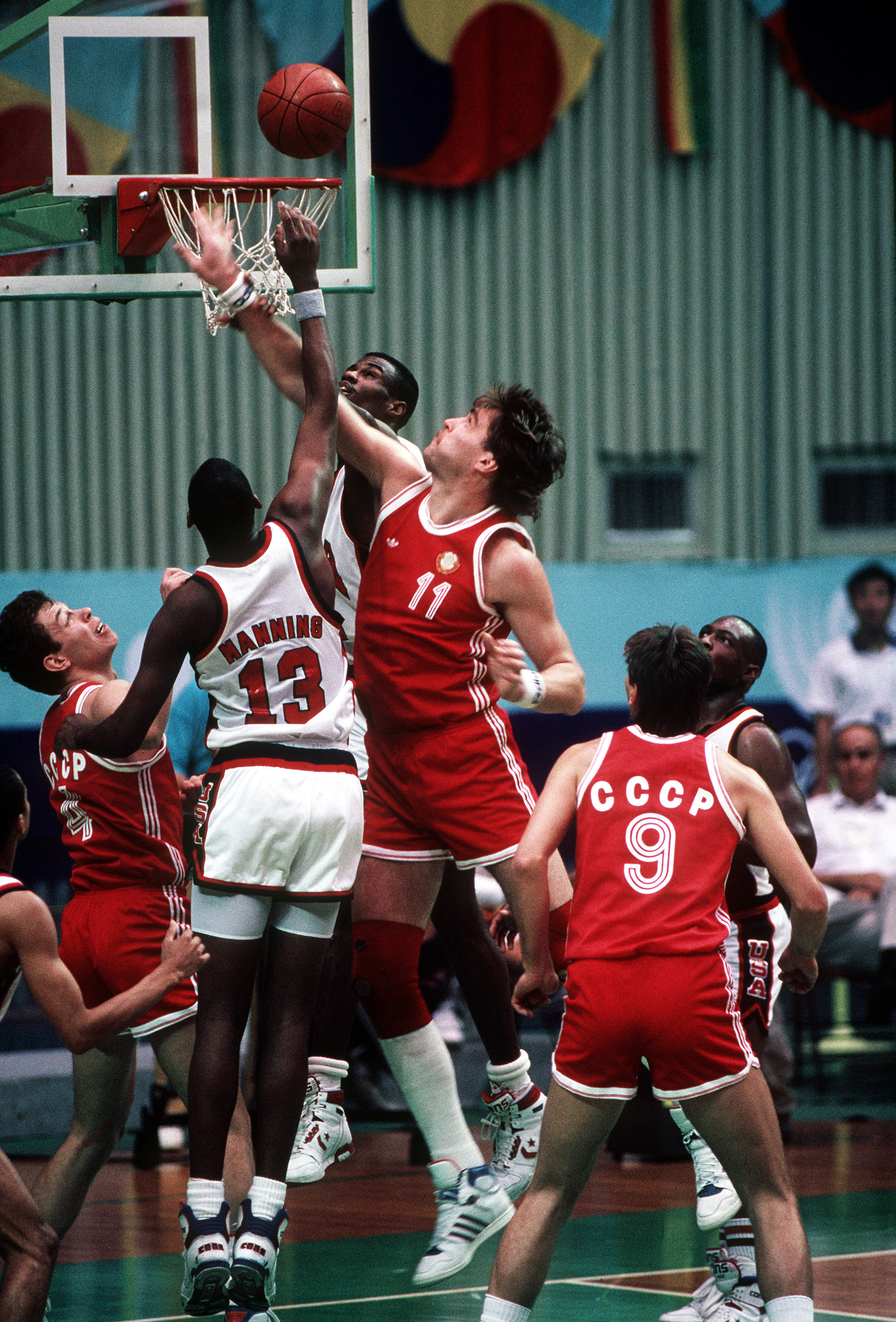
Летние Олимпийские игры 1988. Баскетбол (мужчины). СССР — США. Дэнни Мэннинг (№ 13) против Арвидаса Сабониса (№ 11)

Мэннинг, как лучший игрок студенческого баскетбола 1988 года, считался лидером сборной США на Олимпиаде-1988. Выиграв все 5 матчей в группе и победив в четвертьфинале сборную Пуэрто-Рико 94:57, в полуфинале команда США уступила сборной СССР 76:82. Мэннинг проиграл дуэль своему визави Александру Волкову, не набрав в том матче ни одного очка. В матче за третье место была разгромлена Австралия 78:49. Таким образом, Мэннинг стал обладателем бронзовой медали Олимпийских игр 1988 года в Сеуле.
На Олимпийские игры 1984 года в Лос-Анджелесе не попал, хотя и стал обладателем Кубка Уильяма Джонса 1984 года со сборной, а в 1985 году выиграл олимпийский фестиваль США с северной командой.

## Начало карьеры в НБА («Клипперc»)
Перед началом сезона 1988/1989 Мэннинг был выбран под первым номером командой «Клипперс». Тогда же в НБА пришли такие игроки как Рик Смитс (номер 2 драфта), Митч Ричмонд (номер 5), Дэн Марли (номер 14), Род Стрикленд (номер 19), Винни Дель Негро (номер 29), Стив Керр (номер 50).
Дебют Мэннинга состоялся 12 ноября 1988 года в матче с «Финиксом»: он провёл на площадке 27 минут, набрав 12 очков при 4-х подборах, но «Клипперс» уступили 127:138.
Из-за травм в своём первом сезоне 1-й номер драфта провёл всего 26 игр , 18 раз выйдя в стартовом составе «Клипперс». Лучшим новичком стал Ричмонд.
Хорошая игровая связка получилась у Дэнни с пришедшим в «Клипперс» из «Никс» разыгрывающим Марком Джексоном. Именно с Мэннингом и Джексоном «Клипперс» впервые с 1976 года попали в плей-офф НБА в 1992 году, где в пяти матчах уступили «Юте» с Мэлоуном и Стоктоном.
И в следующем сезоне Мэннинг привёл свою команду к плей-офф, и вновь лосанджелесцы, тренером которых по ходу сезона стал хорошо знакомый Мэннингу по университету Ларри Браун, уступили 2-3, на этот раз — «Хьюстону».
Не случайно 1993-м и 1994-м годах Мэннинг участвовал в All-star game НБА.

## «Атланта» (1994 год)
Сезон 1993/94 для «Клипперс» получился провальным, и даже Мэннинг не смог переломить ситуацию. Весной Мэннинга обменяли на Доминика Уилкинса в «Атланту». «Атланта» очень сильно провела регулярный чемпионат, ведущими игроками команды были проведший свой лучший сезон Муки Блэйлок и опытнейший Кевин Уиллис. Мэннингу нужно было вписаться в хитроумные защитные построения великого тренера Уилкенса.
Однако плей-офф обернулся большим разочарованием. После труднейшей победы в серии с «Майами» новая команда Мэннинга вышла на «Индиану», ведомую суперснайпером Реджи Миллером и номером 2 драфта 1988 года голландским центровым Смитсом. В 1-м матче с «Индианой» Мэннинг был лучшим, набрав 21 очко, сделав 8 подборов, 6 передач и 3 перехвата, но «Атланта» проиграла. Выиграв второй матч (по 20 очков у Мэннинга и Уиллиса), победители Востока уступили в третьей и четвёртой игре, в которой Мэннинг набрал 35 очков при 70 % попаданий с игры. Счёт 3-1 в сериях НБА отыгрывется крайне редко. Так произошло и на этот раз: выиграв 5-ю игру со счётом 88:76 (у Мэннинга 20 очков и 9 подборов), «Атланта» безвольно уступила 18 очков в заключительном матче серии, где блеснул Смитс(27 очков). Мэннинг в последнем матче за «Атланту» отметился дабл-даблом, но совершил 7 потерь.

## 5 лет в «Финиксе»
Перед сезоном 1994/1995 предполагалось, что пара форвардов «Финикса» Баркли-Мэннинг станет сильнейшей в ассоциации. Однако обоих преследовали травмы: Сэр Чарльз испытывал проблемы со спиной, Мэннинг — с коленом.
Летом 1996 года Баркли покинул «Финикс». Старт сезона получился провальным, и в клубе сменился тренер. Регулярный сезон 1996/1997 в плане результата был неубедительным (менее 50 % побед), а проигрыш «Сиэтлу» в первом раунде плей-офф — закономерным.
В сезоне 1997/1998 Мэнинг играл на позиции центра. Стартовая пятёрка была такой: К. Джонсон, Рэкс Чепмэн, Кидд, Клифф Робинсон, Макдайесс. Мэннингу довелось стать героем самого запоминающего матча всего сезона: 14 ноября в «Роуз Гардене» в четвёртом овертайме был обыгран «Портленд» 140:139. Мэннинг набрал 35 очков, в том числе забросив 6 очков подряд в 4-м овертайме после того, как у хозяев 6-й фол получил Сабонис. Показатели по итогам сезона: в среднем по 13,5 очка, 5,6 подбора и 2,0 передачи. Так как Мэннинг 59 из 70-ти проведённых игр выходил со скамейки, он был номинирован на приз Шестого игрока года и получил его. Интересно, что в опросе журналистов США и Канады 32-летний Мэннинг обошёл 19-летнего Коби Брайанта: 57 голосов против 31-го. Плей-офф 1997/98 он пропустил из-за повреждения колена, полученного 7 апреля в игре с «Сакраменто», и команда в первом же раунде уступила «Сан-Антонио».
В плей-офф сезона 1998/1999 «Финикс» всухую проиграл в первом раунде «Портлену». 12 мая 1999 года Мэннинг провёл последний в карьере матч за «Финикс» (третья игра серии закончилась со счётом 93:103), набрав 13 очков.
За пять сезонов в «Финиксе» Мэннинг получил 38 миллионов долларов.
В 1999 году «Финикс» обменял Мэннинга, Пэта Гэррити и два выбора драфта в «Орландо» на «Пенни» Хардуэя. Однако Мэннинг и Дэйл Эллис тут же были обменяны в «Милуоки» на Гиллиэма и Гэтлинга .

## Сезон в «Милуоки»
В первом раунде плей-офф команда уступила лидеру Востока «Индиане», но выглядела очень достойно. В первом матче «Милуоки» вёл 67:62, но уступил в концовке 85:88 (блеснул бывший одноклубник Мэннинга по «Клипперс» Марк Джексон, отдавший 11 передач). Во втором матче хозяева были просто разгромлены 91:104 (после первой половины «Милуоки» вёл 16 очков). По ходу третьего матча «Милуоки» вёл 12 очков, но благодаря выдающейся игре Р. Миллера (34 очка) «Индиане» выиграла 109:96, тем самым испортив юбилейный, 100-й матч в плей-офф тренеру «Бакс» Карлу. Однако четвёртую игру выиграли хозяева паркета 100:87, и всё решилось в заключительном матче серии, в котором команда Ларри Бёрда вырвала победу 96:95, вновь отличился Миллер.
Лидерами «Бакс» в сезоне 1999/2000 были Рэй Аллен, Гленн Робинсон и Сэм Кэссел, Мэннинг, выходя со скамейки, набирал в среднем 4,6 очка и летом покинул команду.

## «Юта»: команда ветеранов
В «Юту» 34-летний Мэннинг пришёл в летом 2000 года, как свободный агент, подписав годовой контракт на 1,2 миллиона долларов, присоединившись к многолетним лидерам «Джаз» Карлу Мэлоуну и Джону Стоктону. Также в составе были 35-летний Джон Старкс, Дониэл Маршалл и Олден Поланис. Регулярный сезон новая команда Мэннинга завершила с почти 65 % побед. однако в первом раунде плей-офф «Юта» уступила «Далласу», ведя в серии 2-0. В третьей игре в Далласе «Джаз» уступили всего 3 очка при уверенной игре Мэннинга (19 очков) и Трипл-дабле Стоктона. В четвёртой игре 33 очка Новицки (Мэннинг ограничился 10-ю очками) позволили техасцам разгромить «Юту» 107:77. В заключительном матче «Юта» вела 14 очков после 3-й четверти, однако за 9,8 секунды до финальной сирены далласцы вышли вперёд 84:83, а К. Мэлоун не забил на последних секундах к огромному разочарованию собравшихся в «Дельта Центре».
Летом Мэннинг покинул «Юту», символично что тогда же в «Юту» пришёл Андрей Кириленко, который моложе Мэннинга на 15 лет.

## Завершение карьеры («Даллас», «Детройт»)
В августе 2001 года Мэннинг перешёл в «Даллас».
Новичок «Детройта» Тайшон Принс резко прибавил к играм плей-офф, что ещё больше сократило возможное время Мэнинга на площадке. В заключительном матче сезона 2002/2003 с «Далласом» Мэннинг стал самым результативным игроком матча (18 очков).
Однако неожиданное поражение «Детройта» в финале конференции не позволили Мэннингу сыграть в финале НБА. Плей-офф того сезона ознаменовался окончанием очередной династии «Лейкерс».
Всего в сильнейшей баскетбольной лиге мира Дэнни Мэннинг провёл 883 игры.

## Тренерская карьера
С сезона 2012/13 Мэннинг два года работал в качестве главного тренера команды Талсы. 4 апреля 2014 года ESPN сообщило, что Мэннинг стал главным тренером Университета Уэйк-Форест.
Мэннинг работал ассистентом главного тренера в юношеских сборных США до 18 и 19 лет. Эти команды завоевали золотые медали чемпионата Америки 2014 и 2018 года, и бронзовые медали чемпионата мира 2017 года.

## Кино
Дэнни Мэннинг снялся в фильмах «Белая миля» (1994) и «Эдди» (1996).

## Статистика

### Статистика в НБА
| Сезон                                                                                    | Команда  | Регулярный сезон | Регулярный сезон | Регулярный сезон | Регулярный сезон | Регулярный сезон | Регулярный сезон | Регулярный сезон | Регулярный сезон | Регулярный сезон | Регулярный сезон | Регулярный сезон | Серия плей-офф | Серия плей-офф | Серия плей-офф | Серия плей-офф | Серия плей-офф | Серия плей-офф | Серия плей-офф | Серия плей-офф | Серия плей-офф | Серия плей-офф | Серия плей-офф |
| Сезон                                                                                    | Команда  | GP               | GS               | MPG              | FG%              | 3P%              | FT%              | RPG              | APG              | SPG              | BPG              | PPG              | GP             | GS             | MPG            | FG%            | 3P%            | FT%            | RPG            | APG            | SPG            | BPG            | PPG            |
| ---------------------------------------------------------------------------------------- | -------- | ---------------- | ---------------- | ---------------- | ---------------- | ---------------- | ---------------- | ---------------- | ---------------- | ---------------- | ---------------- | ---------------- | -------------- | -------------- | -------------- | -------------- | -------------- | -------------- | -------------- | -------------- | -------------- | -------------- | -------------- |
| 1988/89                                                                                  | Клипперс | 26               | 18               | 36,5             | 49,4             | 20,0             | 76,7             | 6,6              | 3,1              | 1,7              | 1,0              | 16,7             | Не участвовал  | Не участвовал  | Не участвовал  | Не участвовал  | Не участвовал  | Не участвовал  | Не участвовал  | Не участвовал  | Не участвовал  | Не участвовал  | Не участвовал  |
| 1989/90                                                                                  | Клипперс | 71               | 42               | 32,0             | 53,3             | 0,0              | 74,1             | 5,9              | 2,6              | 1,3              | 0,5              | 16,3             | Не участвовал  | Не участвовал  | Не участвовал  | Не участвовал  | Не участвовал  | Не участвовал  | Не участвовал  | Не участвовал  | Не участвовал  | Не участвовал  | Не участвовал  |
| 1990/91                                                                                  | Клипперс | 73               | 47               | 30,1             | 51,9             | 0,0              | 71,6             | 5,8              | 2,7              | 1,6              | 0,8              | 15,9             | Не участвовал  | Не участвовал  | Не участвовал  | Не участвовал  | Не участвовал  | Не участвовал  | Не участвовал  | Не участвовал  | Не участвовал  | Не участвовал  | Не участвовал  |
| 1991/92                                                                                  | Клипперс | 82               | 82               | 35,4             | 54,2             | 0,0              | 72,5             | 6,9              | 3,5              | 1,6              | 1,5              | 19,3             | 5              | 5              | 38,8           | 56,8           | 33,3           | 64,5           | 5,6            | 2,8            | 1,0            | 0,8            | 22,6           |
| 1992/93                                                                                  | Клипперс | 79               | 77               | 34,9             | 50,9             | 26,7             | 80,2             | 6,6              | 2,6              | 1,4              | 1,3              | 22,8             | 5              | 5              | 34,2           | 41,2           | 0,0            | 80,8           | 7,2            | 1,6            | 1,4            | 1,0            | 18,2           |
| 1993/94                                                                                  | Клипперс | 42               | 41               | 38,0             | 49,3             | 14,3             | 67,4             | 7,0              | 4,2              | 1,3              | 1,4              | 23,7             | Не участвовал  | Не участвовал  | Не участвовал  | Не участвовал  | Не участвовал  | Не участвовал  | Не участвовал  | Не участвовал  | Не участвовал  | Не участвовал  | Не участвовал  |
| 1993/94                                                                                  | Атланта  | 26               | 25               | 35,6             | 47,6             | 33,3             | 65,1             | 6,5              | 3,3              | 1,8              | 1,0              | 15,7             | 11             | 11             | 38,7           | 48,8           | -              | 78,8           | 7,0            | 3,4            | 1,4            | 0,8            | 20,0           |
| 1994/95                                                                                  | Финикс   | 46               | 19               | 32,8             | 54,7             | 28,6             | 67,3             | 6,0              | 3,3              | 0,9              | 1,2              | 17,9             | Не участвовал  | Не участвовал  | Не участвовал  | Не участвовал  | Не участвовал  | Не участвовал  | Не участвовал  | Не участвовал  | Не участвовал  | Не участвовал  | Не участвовал  |
| 1995/96                                                                                  | Финикс   | 33               | 4                | 24,7             | 45,9             | 21,4             | 75,2             | 4,3              | 2,0              | 1,2              | 0,7              | 13,4             | 4              | 0              | 22,5           | 45,8           | 0,0            | 62,5           | 2,8            | 1,3            | 1,0            | 0,3            | 12,3           |
| 1996/97                                                                                  | Финикс   | 77               | 17               | 27,7             | 53,6             | 19,4             | 72,1             | 6,1              | 2,2              | 1,0              | 1,0              | 13,5             | 5              | 0              | 23,2           | 57,8           | 0,0            | 93,3           | 6,0            | 1,4            | 0,8            | 1,4            | 13,2           |
| 1997/98                                                                                  | Финикс   | 70               | 11               | 25,6             | 51,6             | 0,0              | 73,9             | 5,6              | 2,0              | 1,0              | 0,7              | 13,5             | Не участвовал  | Не участвовал  | Не участвовал  | Не участвовал  | Не участвовал  | Не участвовал  | Не участвовал  | Не участвовал  | Не участвовал  | Не участвовал  | Не участвовал  |
| 1998/99                                                                                  | Финикс   | 50               | 5                | 23,7             | 48,4             | 11,1             | 69,6             | 4,4              | 2,3              | 0,7              | 0,8              | 9,1              | 3              | 1              | 26,3           | 58,3           | -              | 76,9           | 1,7            | 2,0            | 1,3            | 0,0            | 12,7           |
| 1999/00                                                                                  | Милуоки  | 72               | 0                | 16,9             | 44,0             | 25,0             | 65,4             | 2,9              | 1,0              | 0,9              | 0,4              | 4,6              | 1              | 0              | 5,0            | 0,0            | -              | -              | 1,0            | 0,0            | 0,0            | 0,0            | 0,0            |
| 2000/01                                                                                  | Юта      | 82               | 0                | 15,9             | 49,4             | 25,0             | 72,9             | 2,6              | 1,1              | 0,6              | 0,4              | 7,4              | 5              | 0              | 19,2           | 55,9           | 100,0          | 75,0           | 2,2            | 0,6            | 0,6            | 0,8            | 9,8            |
| 2001/02                                                                                  | Даллас   | 41               | 10               | 13,5             | 47,7             | 14,3             | 66,7             | 2,6              | 0,7              | 0,5              | 0,5              | 4,0              | Не участвовал  | Не участвовал  | Не участвовал  | Не участвовал  | Не участвовал  | Не участвовал  | Не участвовал  | Не участвовал  | Не участвовал  | Не участвовал  | Не участвовал  |
| 2002/03                                                                                  | Детройт  | 12               | 0                | 7,3              | 40,6             | 37,5             | 83,3             | 1,5              | 0,6              | 0,8              | 0,3              | 2,8              | 4              | 0              | 3,5            | 33,3           | 0,0            | -              | 0,8            | 0,0            | 0,0            | 0,3            | 0,5            |
|                                                                                          | Всего    | 882              | 398              | 27,4             | 51,1             | 20,6             | 72,9             | 5,2              | 2,3              | 1,1              | 0,9              | 14,0             | 43             | 22             | 27,7           | 50,1           | 25,0           | 76,6           | 4,7            | 1,9            | 1,0            | 0,7            | 14,6           |
| Наведите курсор мыши на аббревиатуры в заголовке таблицы, чтобы прочесть их расшифровку. |          |                  |                  |                  |                  |                  |                  |                  |                  |                  |                  |                  |                |                |                |                |                |                |                |                |                |                |                |

### Статистика в NCAA
| Сезон | Команда | Conf  | Class | GP  | GS  | MPG  | FG%  | 3P%  | FT%  | RPG | APG | SPG | BPG | PPG  |
| --- | ------- | ----- | ----- | --- | --- | ---- | ---- | ---- | ---- | --- | --- | --- | --- | ---- |
| 1984/85 | Канзас  | Big 8 | FR    | 34  | 33  | 32,9 | 56,6 |      | 76,5 | 7,6 | 3,2 | 1,7 | 1,0 | 14,6 |
| 1985/86 | Канзас  | Big 8 | SO    | 39  | 39  | 32,2 | 60,0 |      | 74,8 | 6,3 | 2,4 | 2,1 | 1,2 | 16,7 |
| 1986/87 | Канзас  | Big 8 | JR    | 36  | 36  | 34,7 | 61,7 | 33,3 | 73,0 | 9,5 | 1,8 | 1,2 | 1,3 | 23,9 |
| 1987/88 | Канзас  | Big 8 | SR    | 38  | 38  | 35,2 | 58,3 | 34,6 | 73,4 | 9,0 | 2,0 | 1,8 | 1,9 | 24,8 |
| Всего | Всего   | Всего | Всего | 147 | 146 | 33,7 | 59,3 | 34,5 | 74,0 | 8,1 | 2,3 | 1,7 | 1,4 | 20,1 |
| Наведите курсор мыши на аббревиатуры в заголовке таблицы, чтобы прочесть их расшифровку Статистика приведена с сайта sports-reference.com |         |       |       |     |     |      |      |      |      |     |     |     |     |      |